# Roxana Latorre
Roxana Itatí Latorre (10 de mayo de 1952, Rosario) es una política argentina del Partido Justicialista, fue senadora nacional por la Provincia de Santa Fe.
Latorre cursó sus estudios en Rosario y desarrolló una amplia actividad docente. Fue Subsecretaria de la Reforma Administrativa de Santa Fe durante el primer mandato como Gobernador de Carlos Reutemann, y luego Directora Provincial de la Tercera Edad entre 1995-1997. Posteriormente resultó elegida como diputada nacional por Santa Fe en 1997 y ocupó el cargo de Secretaria de Estado de Promoción Comunitaria de la Provincia de Santa Fe desde el 10 de diciembre de 1999 al 14 de octubre de 2001 
En el año 2001 fue elegida como Senadora de la Nación por la provincia de Santa Fe, siendo reelecta en 2003 y en 2009
El 19 de agosto de 2009, conformó el Bloque Parlamentario "Federalismo Santafesino", el cual presidió.